# Effet Novaya Zemlya

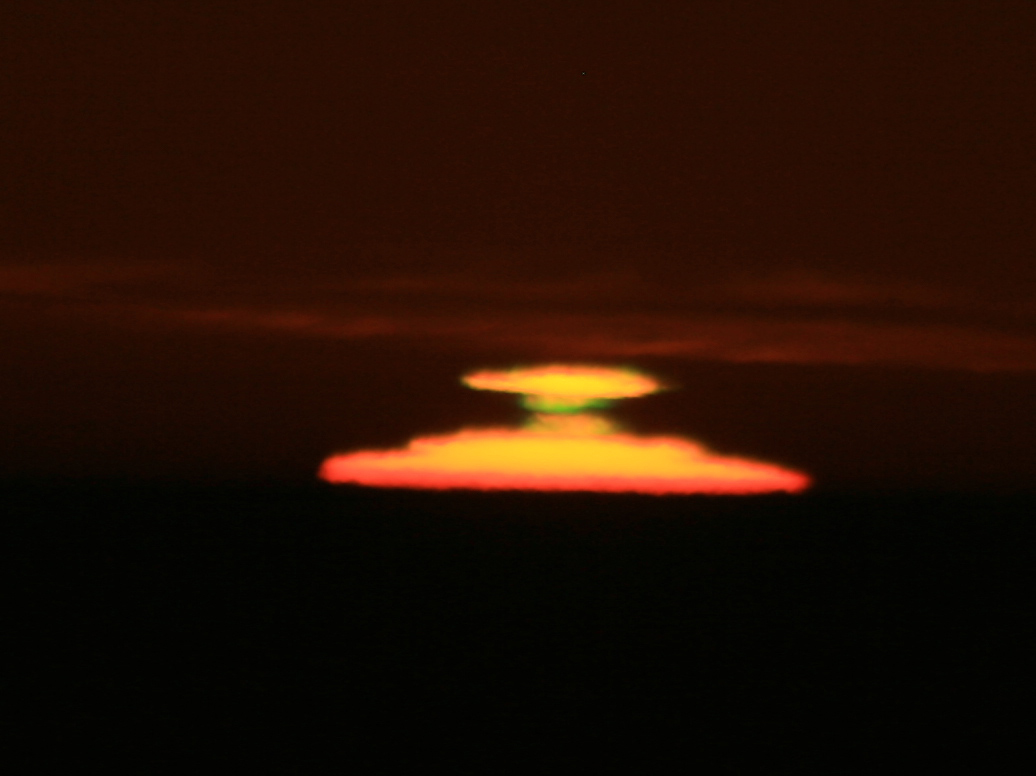
L'effet Novaya Zemlya : une image distordue en raison d'un mirage (également visible ici, un rayon vert).

L′effet Novaya Zemlya est un mirage particulier des régions polaires. Il est nommé d'après le nom russe (Новая Земля) de la Nouvelle-Zemble, où il fut observé pour la première fois en 1596 par les naufragés de l'exploration de Willem Barentsz.
Ce mirage est caractérisé par le fait que le soleil peut rester visible après son coucher très en dessous de la ligne effective de l'horizon. Ce phénomène résulte d'un profil particulier de l'indice de réfraction atmosphérique : l'atmosphère agit en l'occurrence comme un guide d'ondes. Une partie de la lumière émise par le soleil se propage selon une trajectoire inhabituelle et peut atteindre le côté de la Terre plongé dans l'obscurité (où elle est alors observée).
L'effet de guide d'ondes agissant sur les rayons incidents peu inclinés, l'effet Novaya Zemlya est surtout observable aux latitudes élevées.

## Découverte du phénomène

### Premier témoignage

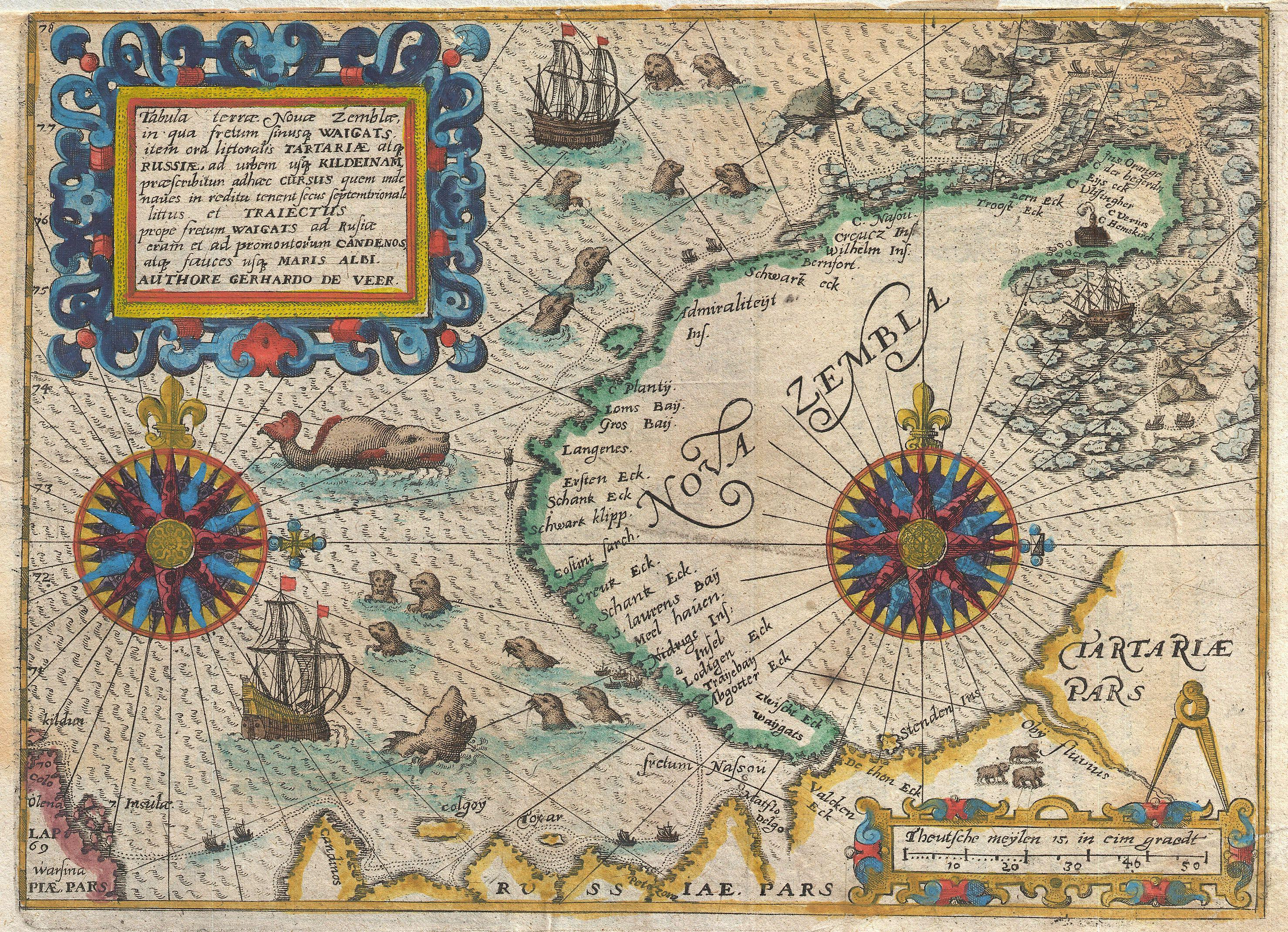
Carte dessinée en 1601 par Théodore de Bry de la Nouvelle-Zemble à la suite du voyage de Barentsz. Issu de Grands and Petits Voyages.

Les premiers observations attestées de l'effet Novaya Zemlya remontent à 1596, lorsque Willem Barentsz mena pour la troisième fois une expédition vers le pôle Nord dans le but de trouver le passage du Nord-Est. L'expédition tourna court au niveau de l'archipel de la Nouvelle Zemble, à la latitude de 76° 12’N, lorsque le bateau devint peu à peu prisonnier des glaces ; ils durent rester tout l'hiver sur place. Le 24 janvier 1597, Gerrit de Veer observa le soleil se lever deux semaines avant la date normale de son lever (soit un soleil à −5,26° selon des estimations récentes). Trois jours plus tard, le soleil fut à nouveau aperçu par de Veer et une partie de l'équipage,(soit un soleil à −4,41° selon des estimations récentes). Lors de la transcription en anglais de l'ouvrage de de Veer, il fut remarqué qu'outre avoir mésestimé les dates d'une journée (première apparition du soleil le 23 puis le 25), le soleil devait être entre −4,42° et −4,26° ce qui équivalait à une anomalie de la réfraction atmosphérique de −3,49°.
Ces observations furent contestées plus tard par les contemporains de de Veer, notamment Robbert Robbertsz un grand navigateur de l'époque qui interrogea de Veer et Hermskerck, le capitaine qui avait aussi vu le phénomène, trente ans après ces interrogatoires, il envoya une lettre affirmant que de Veer s'était trompé dans le compte des jours. Seul Johannes Kepler crut aux dires de de Veer et chercha une explication au phénomène. Il y apporta des éléments d'explication en 1604 dans son ouvrage Ad Vitellionem Paralipomena, quibus Astronomiae pars optica traditur, en comparant l’atmosphère à une plaque de verre où les rayons se propagent d'un bout à l'autre par réflexion : les rayons lumineux du soleil seraient entrés dans l'atmosphère et piégés par réflexion sur l'éther, auraient pu atteindre l'expédition à des centaines de kilomètres plus loin.
Outre l’inexistence de la substance éther, ce ne sont pas des réflexions qui ont lieu dans l'atmosphère rendant l’explication de Kepler au mieux imagée ; Baills avança ainsi en 1875 que le phénomène mis en jeu devait être des réflexions totales, comme dans les gouttes d'eau d'un arc-en-ciel, les rayons étant alors piégés entre le sol froid et une couche d'atmosphère chauffée par le soleil.

### Observations ultérieures
Des observations postérieures de ce phénomènes ne furent attestées qu'après l'expédition d'Ernest Shackleton en Antarctique (1914 à 1917), où il observa le soleil se lever le 8 mai 1915, à peine sept jours après son coucher et le début de l'hiver polaire, c'est-à-dire alors que le soleil était à une altitude réelle de −2,37°, puis se lever à nouveau le 26 juillet de la même année (altitude réelle du soleil de −2°).
Plusieurs scientifiques tentèrent de modéliser le phénomène et comprendre son fonctionnement, notamment Alfred Wegener qui construisit un modèle d'atmosphère stratifié avec des réflexions totales, Josef Pernter et Franz-Serafin Exner analysèrent les phénomènes de réfraction atmosphérique grâce aux modèles de Wegener sans aller jusqu'à expliquer l'effet Novaya Zemlya.
Gösta Hjalmar Liljequist (en), un météorologiste suédois, utilisa le modèle de Wegener à des fins d'explications qualitatives du phénomène, après avoir observé le phénomène en juillet 1951, alors qu'il était à la station de Maudheim en Antarctique. Le soleil était à −4,2° sous l'horizon et d'après les relevés de Liljequist, l'inversion de température avait atteint 25 °C sur 1 kilomètre.
S. W. Visser fut le premier à parvenir à expliquer le phénomène ainsi que la portée très longue de la réfraction mise en jeu.

## Phénomène

### Conditions d'observation
L'effet Novaya Zemlya a lieu lorsque coexistent une couche d'inversion et une thermocline dont l'indice de réfraction est suffisamment fort pour que les rayons lumineux l'atteignant soient renvoyés vers la Terre, ainsi qu'une température au niveau du sol qui soit suffisamment faible pour que les rayons soient eux aussi totalement réfléchis vers l'atmosphère. Les rayons lumineux suivent alors un trajet « en zigzag ». Le terrain approprié pour ce phénomène est idéalement plat, dépourvu de montagnes ou de hautes forêts pouvant intercepter les rayons alors qu'ils atteignent le sol, ainsi la surface de la mer, de la banquise ou de terres gelées et non encaissées sont des lieux où l'on pourra observer le phénomène.
Outre ces conditions, les conditions de température, indice, pression doivent rester assez homogènes dans l'ensemble du guide d'ondes que constitue la couche d'inversion et la thermocline. Pour la température un minimum de 6 °C d'amplitude pour la couche d'inversion avec un gradient de −0,2 °C m-1 suffisent.

### Propagation des rayons
Seule une petite quantité de rayons entrent dans le « conduit » formé par la couche d'inversion et la thermocline. Ces rayons, inclinés de ±θ0 pénètrent à l'intérieur du guide d'ondes et une partie va se propager jusqu'à l’œil de l'observateur à plusieurs centaines de kilomètres du début du guide d'ondes. Les rayons lumineux se propagent périodiquement, mais pas selon une sinusoïde, le long du « conduit » avec une période et une phase caractéristique de l'angle d'entrée du rayon lumineux. Les rayons entrant à θ0=0° auront la période la plus longue (période spatiale selon l'axe du « conduit »). En s'éloignant d'un angle d'entrée nul, la période du rayon lumineux diminue et son amplitude augmente (amplitude selon l'axe des altitudes). Deux rayons d'angle identique mais de signes différents possèdent une période sensiblement similaire mais décalées par un déphasage.
Selon la hauteur de l'observateur, la fenêtre d'observation est plus ou moins grande, elle est maximale à mi-hauteur du « conduit ».
La longueur du guide d'ondes formé détermine aussi l'ampleur du phénomène, plus il est long, plus le soleil réel sera bas sous l'horizon. La longueur de la couche d'inversion et de la thermocline peut parfois être extrêmement grande, de 200 km dans plusieurs cas répertoriés, lors des observations de Fridtjof Nansen, Ernest Shackleton et Gösta Liljequist notamment. Les calculs effectué par Lehn, en 2003, permettent d'affirmer aussi que le guide d'ondes atmosphérique qui permit les observations de Gerrit de Veer avait une longueur d'environ 200 km.

## Réfraction atmosphérique
Le principe du guide d'ondes formé par la combinaison d'une thermocline et d'une couche d'inversion peut avoir d'autres effets que l'apparition du Soleil avant son lever, ainsi d'autres mirages ont lieu impliquant non pas le soleil mais des terres lointaines au-delà de l'horizon. Les skerries aperçues par Gunnbjörn vers la fin du IXe siècle alors qu'il passait au nord-ouest de l'Islande pourraient ainsi être la vision déformée par un mirage polaire de la côte du Groenland. Gunnbjörn rapporta avoir pu apercevoir ces skerries sans pour autant perdre de vue les montagnes islandaises. L’inexistence d'îlots à l'endroit donné et la fréquence des mirages polaires rend très possible le fait qu'un effet de guide d'ondes ait eu lieu au-dessus de la mer, amenant Gunnbjörn à pouvoir observer les côtes déformées du Groenland.